# هيروياسو إيبتا
هيروياسو إيبَتا (باليابانية: 井幡 博康) (25 يونيو 1974 في سابورو في اليابان – )؛ هو لاعب كرة قدم ياباني سابق كان يلعب كلاعب وسط.

## وصلات خارجية
- هيروياسو إيبتا على موقع رابطة كرة القدم اليابانية للمحترفين (اليابانية)
- هيروياسو إيبتا على موقع Soccerway.com (الإنجليزية)
- هيروياسو إيبتا على موقع عالم كرة القدم.نت (الإنجليزية)